# القاسم بن علي العياني
الإمام القاسم بن علي العياني (المنصور) ، من مواليد (992) إمام اليمن( 999-1002) ، توفي عام 1002.